# Bibliometrie
Bibliometria este analiza statistică a publicațiilor scrise, cum ar fi cărți sau articole. Metodele bibliometrice sunt frecvent utilizate în domeniul bibliotecilor și în știința informației. De exemplu, bibliometria este folosită  pentru obținerea de analize cantitative în privința literaturii academice.            